# Charles Willumsen
Charles Villiam Julius Willumsen, född 3 februari 1866 i Köpenhamn, död 2 april 1951, var en dansk skådespelare och regissör.
Willumsen var son till sjömannen Søren Willumsen och Olivia Theodora Willumsen. Han debuterade 1884 i Slagelse och var 1889–1891 hos Th. Cortes, 1891–1894 hos Jul. Petersen och igen hos Cortes 1902–1903. Han var därefter regissör vid Folketeatret och samtidigt skådespelare i Köpenhamnsområdet. År 1912 var han i Norge med direktör Alexander Flensborg och senare vid bland annat Sønderbros teater.
Vid sidan av teatern var han aktiv som filmskådespelare. Han debuterade 1913 och medverkade i nära 70 filmer 1913–1922. Efter ett långt uppehåll medverkade han 1939 i Fröken diktator, som blev hans sista filmroll och enda talfilmsroll. Hans komiska talang blev särskilt använd av Lau Lauritzen.
Willumsen var gift första gången med skådespelaren Alma Willumsen (1868–1935) och andra gången med skådespelaren Anna Boline Willumsen.

## Filmografi (urval)
- 1917 – Ångest som dödar